# Golden Axe Warrior
Golden Axe Warrior es un videojuego de Acción-Aventura para Sega Master System en mayo de 1991 en Estados Unidos y Europa y es un Spin-off de los serie popular de videojuegos de Golden Axe. El juego sigue a un joven guerrero que trata de vengar la muerte de sus padres mediante la exploración de diez laberintos, recogiendo nueve cristales que faltan y la lucha con el mal tirano Death Adder. Los jugadores deben atravesar un mundo grande, luchar contra los enemigos, buscar laberintos misteriosos, luchar contra los jefes, y obtener los cristales que están custodiados por muchos monstruos. Todos los personajes seleccionables del Original Golden Axe hacen cameos apariencias.
Golden Axe Warrior recibió en su mayoría comentarios negativos de la liberación, con los críticos señalando que tenía poco que ver con el original de arcade. El juego ha sido comparado a la vez The Legend of Zelda por el NES con el que comparte varios elementos clave de juego.